# Stazione di Hakonegasaki
La stazione di Hakonegasaki (箱根ヶ崎駅?, Hakonegasaki-eki) è una stazione ferroviaria situata nell'area metropolitana di Tokyo, a Mizuho, cittadina del distretto di Nishitama. Essa serve la linea Hachikō della JR East e i servizi diretti sulla linea Kawagoe provenienti da Hachiōji.

## Linee
JR East
■ Linea Hachikō
■■ Linea Hachikō - Kawagoe (servizio ferroviario)

## Struttura
La stazione è costituita da un marciapiede a isola con due binari passanti in superficie, collegato al fabbricato viaggiatori posto sopra di esso da ascensori, scale fisse e mobili. Sono presenti tornelli automatici on il supporto alla bigliettazione elettronica Suica e distributori automatici di biglietti, oltre a servizi igienici e altri servizi.
| 1 | ■ Linea Hachikō           | per Haijima e Hachiōji           |
| 2 | ■ Linea Hachikō e Kawagoe | per Komagawa, Takasaki e Kawagoe |

## Stazioni adiacenti
| «             | Servizio      | »             |
| Linea Hachikō | Linea Hachikō | Linea Hachikō |
| ------------- | ------------- | ------------- |
| Higashi-Fussa | Locale        | Kaneko        |